# Reunión de Luisa María Cuculiza, Juan Briones, Vladimiro Montesinos y Alberto Fujimori
La Reunión de Luisa María Cuculiza, Juan Briones, Vladimiro Montesinos y Alberto Fujimori  hace referencia a dos vladivideos grabados el 29 de abril de 1998 por el exasesor presidencial Vladimiro Montesinos del gobierno de Alberto Fujimori en las instalaciones del Servicio de Inteligencia Nacional (SIN) de Perú.
La reunión se registra en dos videos catalogados como Vladivideo 014A y Vladivideo 013A por el Centro de Documentación e Investigación del Lugar de la Memoria del Ministerio de Cultura de Perú. La primera parte tiene una duración de 1 hora con 59 minutos (Vladivideo 014A) mientras que la segunda parte 25 minutos (Vladivideo 013A).

## Sumilla
En ambos videos, si bien no se registran delitos, sí se muestra como la entonces alcaldesa del distrito de San Borja y dirigente del partido Somos Perú Luisa María Cuculiza «planifica la estrategia para abandonar su movimiento político y pasarse a las canteras del fujimorismo». Destacan también por contar con la presencia del entonces presidente Alberto Fujimori, quien aparece al final del Vladivideo 013A.
De acuerdo al libro En la sala de la corrupción publicado por la Biblioteca Anticorrupción del Congreso de la República:

Esta entrevista tiene la singularidad de la presencia de Alberto Fujimori en la parte final de la cinta. Se trata de uno de los pocos videos que registran al expresidente. En esta reunión el objetivo es reclutar a Luisa María Cuculiza para el oficialismo aconsejándola sobre como dejar a Andrade. Ella estaba bastante dispuesta para la operación y más bien luce angustiada solicitando reiteradamente opinión para “salir del lado de Andrade de una manera alturada”. Cuando ingresa Fujimori, Cuculiza apoya la reelección sosteniendo que “a usted, presidente, nadie le puede llamar ratero”. A lo que Fujimori añade “es que cuidamos hasta el último centavo”. Por su lado, Vladimiro Montesinos Torres ofrece otra muestra de su estilo ejecutivo de trabajo al resolver inmediatamente, por teléfono una traba burocrática de la Municipalidad de San Borja.
Tomo II, página 1337, Congreso de la República.

## Participantes de la reunión
- Luisa María Cuculiza, en ese entonces alcaldesa de la municipalidad de San Borja y dirigente del partido Somos Perú
- Juan Briones Dávila, en ese entonces Ministro del Interior
- Vladimiro Montesinos, en ese entonces asesor presidencial
- Alberto Fujimori, en ese entonces presidente de la república